# Daniel Bergman
Daniel Sebastian Bergman (Danderyd, 7 settembre 1962) è un regista e sceneggiatore svedese.
È figlio del regista Ingmar Bergman e della pianista Käbi Laretei.

## Filmografia parziale
- Ägget (1987)
- Nypan - biografprojektionisten (1988)
- Go'natt Herr Luffare (1988)
- Kajsa Kavat (1989)
- Storstad (1990) serie tv
- Il figlio della domenica (Söndagsbarn) (1992)
- Chock 5 - Helljus (1997) film per la televisione
- Svenska hjältar (1997)
- Förhörsledarna (1998) film per la televisione
- Labyrinten (2000) film per la televisione